# Serge Wolkonsky
Le prince Serge Volkonski, ou Wolkonsky né Sergueï Mikhaïlovitch Volkonski le 4 mai 1860 au château de Fall dans le gouvernement d'Estland et mort le 25 octobre 1937 à Hot Springs, près de Richmond aux États-Unis, est un aristocrate russe devenu administrateur des théâtres impériaux et critique de théâtre.

## Biographie

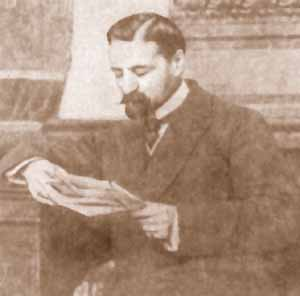
Photographie du prince Wolkonsky.

Le prince naît dans la propriété de sa grand-mère, la princesse Wolkonsky (ou Volkonski), née comtesse Marie de Benckendorff (1820-1881), à côté de Reval. Son père, le prince Michel Sergueïévitch Volkonski (né en 1832 et mort à Rome en 1909), est fonctionnaire au ministère de l'instruction publique et curateur du district pédagogique de Saint-Pétersbourg et fils du prince décembriste Serge Wolkonski. Le prince Michel Volkonski a épousé sa cousine, la princesse Élisabeth Grigorievna Volkonski (ru) (1839-1897), fille du prince Grigori Pétrovitch Volkonski et de la princesse, née Benckendorff. Il a quatre frères, Pierre (1861-1948), Alexandre (1866-1934), Wladimir (1868-1953) et Grigori (1870-1940) et une sœur.
Sa mère influence profondément le jeune garçon et lui fait partager ses vues philosophiques et religieuses. Elle est elle-même amie de Vladimir Soloviev. Elle se convertit au catholicisme au sein de l'Église grecque-catholique russe sous le règne d'Alexandre III.

### Avant 1914
Le prince passe son enfance à Fall et reçoit sa première éducation à domicile en français et en russe. Il est ensuite élève dans des écoles d'art de Saint-Pétersbourg et termine le lycée classique Larinski. Il s'intéresse très tôt au théâtre, monte des spectacles dans le cercle de famille, surtout en été dans la propriété familiale de Pavlovka du gouvernement de Tambov (ouïezd de Borissoglebsk). Il fait un voyage en 1872-1873 en Italie et demeure à Florence et à Rome. Il poursuit ses études à la faculté d'histoire et de lettres de l'université de Saint-Pétersbourg, qu'il termine en 1884, voyage en Espagne et en Italie en mai-septembre 1881, puis retourne à Rome en novembre 1881 pour assister aux derniers jours de sa grand-mère, née Benckendorff.
Il joue au début des années 1890 dans des spectacles amateurs dans le grand monde, comme au théâtre de l'Ermitage devant la cour.
Le prince entre au ministère de l'Instruction publique, publie en avril 1892 son premier article « Art et Beauté » dans la Nouvelle Revue à Paris, donne des conférences en Angleterre et aux États-Unis sur la culture russe, participe en tant que commissaire du ministère au congrès de Chicago en septembre 1893 à propos de l'enseignement religieux. Il est aussi membre de l'Assemblée de la noblesse du gouvernement de Tambov.
En 1894, le prince part faire le tour du monde. Il est nommé Kammerherr (équivalent à chambellan) à la cour de Russie en 1896, charge honorifique. Sa mère, dont il est très proche, meurt en 1897. En 1899, il participe à un congrès contre la traite des femmes.
Du 22 juin 1899 à juillet 1901, il est nommé directeur des théâtres impériaux et a donc la charge de l'administration des grands théâtres, comme le Bolchoï ou le théâtre Alexandra. Il fait jouer des opéras comme La Bohème de Puccini, ou Tristan et Isolde et La Walkyrie de Wagner et de nouveaux ballets, et des pièces de théâtre de façon moderne. Il publie des critiques théâtrales dans l'« Annuaire des théâtres impériaux » et le « Monde de l'art », où il fait les louanges des travaux de Serge de Diaghilev qu'il a pris comme assistant. Il est à cette époque en rapport avec l'empereur Nicolas II et les grands-ducs.
Le prince est décoré de l'ordre du Lion et du Soleil par le chah de Perse et donne sa démission, à cause d'un conflit avec Mathilde Kschessinskaïa. Vladimir Teliakovski lui succède.
Il est nommé Hofmeister (maître de la cour) en 1901 et participe à la vie artistique et littéraire de la capitale. Son père meurt en 1909 à Rome. Il fait un grand voyage en Italie et en Allemagne en 1910 et étudie la façon de travailler des acteurs et des metteurs en scène, visite différents théâtres et examine leurs troupes. Il défend à son retour une nouvelle conception de l'enseignement théâtral en Russie. C'est aussi dans ces années qu'il prend connaissance des méthodes d'eurythmique d'Émile Jaques-Dalcroze et celles de François Delsarte qu'il va populariser en Russie, en rédigeant nombre d'articles, en publiant un journal spécialisé et en prenant la direction d'une école de rythmique.

### Après 1914
Lorsque la guerre éclate en 1914, il est de retour de Genève et met sur pied un hôpital militaire dans son château de Pavlovka à Borissoglebsk. Il prend part aux jurys d'examens dans la province, finance l'enseignement local et fait partie de conseils d'éducation. Cependant, il doit faire un voyage en Crimée en août 1916 pour se soigner. C'est là-bas qu'il apprend l'abdication de l'empereur. Le poste de directeur des théâtres d'État lui est encore proposé en avril 1917, mais il refuse. Il retourne dans sa propriété qu'il vend dans le courant de l'année 1917. Il se replie dans le sud de la Russie dans le village cosaque (stanitsa) d'Ourioupino en novembre 1917, où il monte des spectacles, mais les bolchéviques prennent la région en janvier 1918 et il est arrêté peu après. Libéré, il se rend à Borissoglebsk entre février et mai 1918. Il est de nouveau arrêté sur dénonciation d'un acteur et interrogé par la Tchéka, ses papiers et archives personnels lui sont confisqués. Il est de nouveau libéré et décide d'organiser une exposition sur les décembristes destinée aux combattants, mais l'exposition est finalement interdite, après quelques jours d'ouverture. Il part pour Tambov en été, où il est accueilli chez un couple d'amis, les Okhotnikov. Il parvient à donner des leçons de littérature et de déclamation à l'université de la ville, mais il est questionné plusieurs fois par la Tchéka. Ses derniers biens sont nationalisés à l'automne 1918. Il part pour Moscou, où il rencontre Marina Tsvetaïeva et obtient de donner des cours à l'institut musical dramatique du Proletkoult et de donner des conférences sur l'art dramatique au club de l'armée rouge, dirigé par Krassikov. Ce dernier le recommande pour donner des leçons dans des théâtres de paysans et d'ouvriers.
Le prince est atteint du typhus au printemps 1919 et parvient à guérir. Vladimir Nemirovitch-Dantchenko le prend alors avec lui au Bolchoï, il enseigne au nouvel institut de rythmique quelques semaines en été, mais il est arrêté en août et transféré à la Loubianka, où il passe quarante-huit heures. Stanislavski le fait participer à ses cours et il fait la connaissance du philosophe Iline. En septembre 1921, il part pour Pétrograd (ex-Saint-Pétersbourg), donne encore des leçons et des conférences sur Sarah Bernhardt, la Duse, Ernesto Rossi, Tommaso Salvini. La famine décime les habitants de l'ancienne capitale, il décide d'émigrer et obtient un passeport avec difficulté à la fin de l'année 1921. Le prince sexagénaire s'installe à Paris, où pendant dix ans il va donner des leçons au conservatoire russe (qu'il dirige à partir de 1932). Il rédige ses Mémoires et une Histoire du ballet russe à Paris. Il écrit aussi des articles pour Les dernières nouvelles (Poslednye Novosti) et d'autres journaux russes. C'est un des membres les plus écoutés de l'émigration russe de cette époque. Il donne régulièrement des conférences. Il soutient Marina Tsvetaïeva, qui n'était pas encore retournée en Russie. Elle lui dédie son cycle de poèmes Le Disciple.
C'est en 1936 qu'il est invité à donner des cours à Londres à l'école de ballet de Kurt Jooss, ainsi qu'à Alicia Markova et Anton Dolin. C'est là qu'il fait la connaissance d'une riche veuve américaine, Mary Fern French, qui décide de l'épouser en juillet... Il a 76 ans.
Finalement, il est invité à donner des cours aux États-Unis à l'université de Virginie à Richmond, alors qu'il est en voyage avec sa nouvelle épouse pour rendre visite à la fille de celle-ci. Il meurt quelques semaines plus tard à Hot Springs en 1937. La cérémonie religieuse est célébrée à l'église catholique du Sacré-Cœur et il est enterré à Richmond.
Une messe de requiem est célébrée le 31 octobre à l'église catholique russe  de la rue François-Gérard à Paris, où « se rend toute l'émigration russe de Paris.»